# Kyle Lafferty
Kyle Joseph George Lafferty (* 16. September 1987 in Enniskillen) ist ein nordirischer Fußballspieler.

## Karriere

### Verein
Lafferty begann seine Fußballkarriere in jungen Jahren bei NFC Kesh. 2004 folgte der Wechsel zum englischen Verein FC Burnley. Am 6. August 2005 gab er sein Debüt für Burnley, als er gegen Crewe Alexandra in der 89. Minute für Garreth O’Connor eingewechselt wurde. Im Januar des Jahres 2006 wurde er für ein Jahr an den FC Darlington verliehen, wo er neun Spiele absolvierte und drei Tore erzielen konnte. 2007 kehrte er zum FC Burnley zurück und wechselte im Juni 2008 schließlich für drei Millionen Pfund zu den Glasgow Rangers. Zur Saison 2012/13 wechselte Lafferty zum Schweizer Erstligisten FC Sion, bei dem er einen Dreijahresvertrag unterschrieb.
Am 26. Juni 2013 wechselte er zum frisch abgestiegenen italienischen Zweitligisten US Palermo.
Im Sommer 2014 wechselte er zu Norwich City. Für die Rückrunde der Saison 2014/15 wurde Lafferty an den türkischen Erstligisten Çaykur Rizespor ausgeliehen. Vom 24. März 2016 bis zum Ende der Saison 2015/2016 war Lafferty an Birmingham City verliehen und kam in 6 der verbliebenen 9 Ligaspiele zum Einsatz.
Nachdem Lafferty seit Sommer 2017 bei Heart of Midlothian unter Vertrag gestanden war, kehrte er im August 2018 zu den Glasgow Rangers zurück und unterzeichnete dort einen Zweijahresvertrag. Bereits ein Jahr vor Vertragsende wechselte er nach Norwegen zu Sarpsborg 08 FF.

### Nationalmannschaft
Von der U 17 bis zur U 21 kam Kyle Lafferty bereits in den Jugendauswahlmannschaften Nordirlands zum Einsatz. Am 2. September 2006 spielte er zum ersten Mal als Einwechselspieler in der A-Nationalmannschaft. Am Ergebnis von 0:3 gegen Island zum Auftakt der Europameisterschaftsqualifikation konnte er aber auch nichts mehr ändern. Insgesamt kam er in 10 der 12 Qualifikationsspiele zum Einsatz und erzielte dabei 2 Tore.
Bei den nächsten beiden großen Turnieren wurde er in den Qualifikationsspielen nur unregelmäßig eingesetzt. Bei der WM-Qualifikation 2012/13 war er in den ersten vier Spielen Stammspieler, fiel dann aber auch wieder aus dem Kader. In der Qualifikation für die Fußball-Europameisterschaft 2016 in Frankreich konnte er sich dann endgültig durchsetzen. In den ersten drei Spielen, die alle gewonnen wurden, erzielte er jeweils ein Tor. Insgesamt bestritt er 9 der 10 Gruppenspiele – einmal musste er wegen einer Gelbsperre aussetzen – und erzielte 7 der 16 nordirischen Tore. Das EM-Vorbereitungsspiel gegen Belarus am 27. Mai 2016, in dem er sein 17. Länderspieltor erzielte, war sein 50. Spiel im Nationaltrikot. Er wurde als Stammstürmer in das EM-Aufgebot aufgenommen und spielte in der Auftaktpartie gegen Polen von Anfang an. Nach der 0:1-Niederlage probierte Trainer O’Neill im zweiten Spiel gegen die Ukraine eine neue Offensivaufstellung ohne Lafferty aus. Erst im dritten Gruppenspiel gegen Deutschland kehrte er als Einwechselspieler wieder ins Team zurück. Nordirland erreichte das Achtelfinale, wo er wieder in der Startaufstellung stand, und schied dort mit 0:1 gegen Wales aus.

## Erfolge
- Italienischer Zweitligameister: 2013/14